# Sophie Reynolds

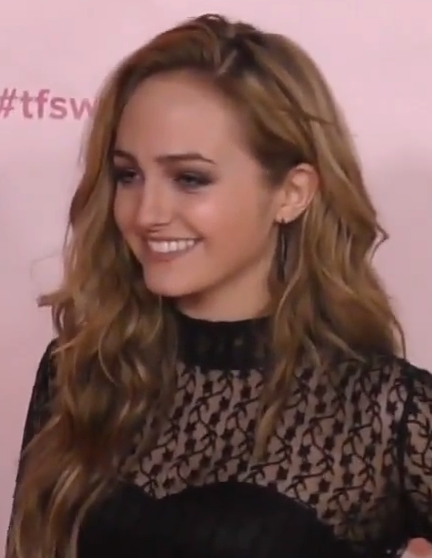
Sophie Reynolds (2016)

Sophie Reynolds (* 2. April 1999  als Sophie Reynoldson) ist eine US-amerikanische Schauspielerin.

## Leben
Sophie Reynolds wuchs in Vancouver im US-Bundesstaat Washington in der Nähe von Portland (Oregon) auf. In ihrer Kindheit und Jugend nahm sie Tanzunterricht, im Alter von 14 Jahren begann sie zusätzlich mit der Schauspielerei, den Tanz gab sie später zugunsten des Schauspiels auf. 2014 übersiedelte sie nach Los Angeles, Kalifornien.
Von 2015 bis 2017 gehörte sie in der Jugend-Sitcom Gamer’s Guide für so ziemlich alles des Senders Disney XD neben Cameron Boyce als Ashley Parker zur Hauptbesetzung. Im Kinder-Gruselfilm R.L. Stine – Die Nacht im Geisterhaus von Regisseur Ron Oliver nach Motiven des Autors R. L. Stine hatte sie 2016 eine Hauptrolle als Cammie. 2018 übernahm sie in der Comedy-Drama-Serie Youth & Consequences von YouTube Red die Rolle der Jane. 2019/20 war sie in der Krimiserie L.A.’s Finest mit Jessica Alba als Detective Lieutenant Dolores „Nancy“ McKenna als deren Stieftochter Isabel „Izzy“ McKenna zu sehen.
In den deutschsprachigen Fassungen wurde sie unter anderem von Anna Gamburg in Gamer’s Guide für so ziemlich alles, von Sarah Alles in R.L. Stine – Die Nacht im Geisterhaus sowie von Maresa Sedlmeir in L.A.’s Finest synchronisiert.
Als Synchronsprecherin lieh sie den englischen Fassungen der Animationsserien Baymax – Robowabohu in Serie und Die Garde der Löwen die Stimme.

## Filmografie (Auswahl)

### Als Schauspielerin
- 2014: Finding Oblivion
- 2015–2017: Gamer’s Guide für so ziemlich alles (Gamer's Guide to Pretty Much Everything, Fernsehserie)
- 2016: R.L. Stine – Die Nacht im Geisterhaus (Mostly Ghostly: One Night in Doom House)
- 2018–2021: Youth & Consequences (Mini-Serie)
- 2019: Prinz von Peoria – Robot Wars (Prince of Peoria, Fernsehserie)
- 2019–2020: L.A.’s Finest (Fernsehserie)

### Als Synchronsprecherin
- 2018–2019: Baymax – Robowabohu in Serie (Big Hero 6: The Series, Fernsehserie)
- 2019: Die Garde der Löwen – Return to the Pridelands (The Lion Guard, Fernsehserie)